# جون موريسي (لاعب كرة قاعدة)
جون موريسي (بالإنجليزية: John Morrissey)‏ هو لاعب كرة قاعدة أمريكي، ولد في 30 ديسمبر 1856 في جينسفيل في الولايات المتحدة، وتوفي بنفس المكان في 29 أبريل 1884 بسبب سل.

## وصلات خارجية
- جون موريسي على موقعبيزبول رفرنس.كوم (الدوري الرئيسي) (الإنجليزية)
- جون موريسي على موقعبيزبول رفرنس.كوم (الدوري الثانوي) (الإنجليزية)